# Шталаг 338

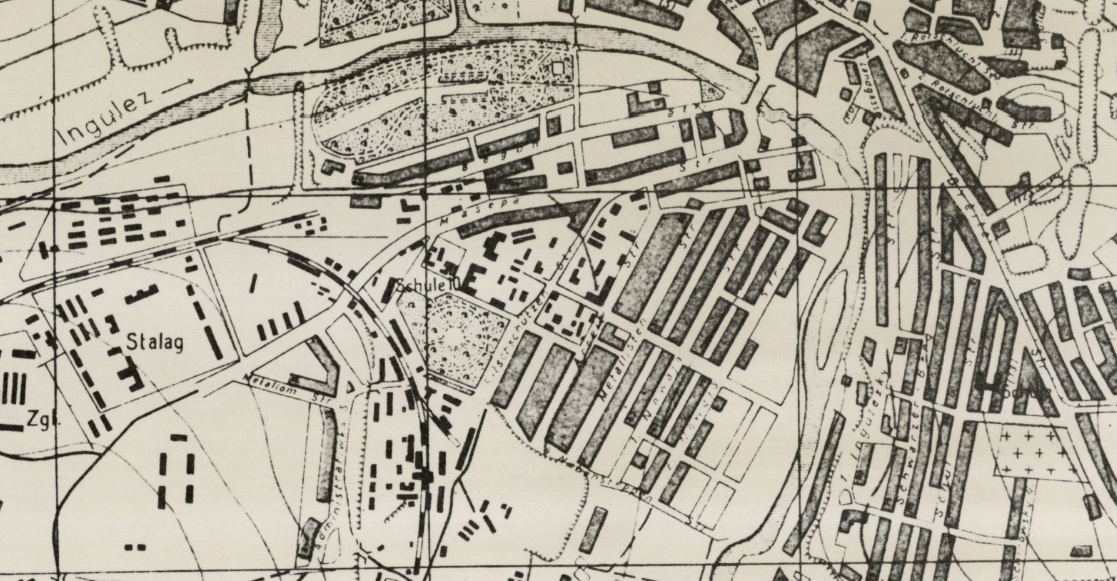
Зліва Шталаг № 338 (Шталаг 338 [1]), на службовій території Військового містечка № 1, на німецькій карті 1943, лівіше цегляний завод (ZGL)

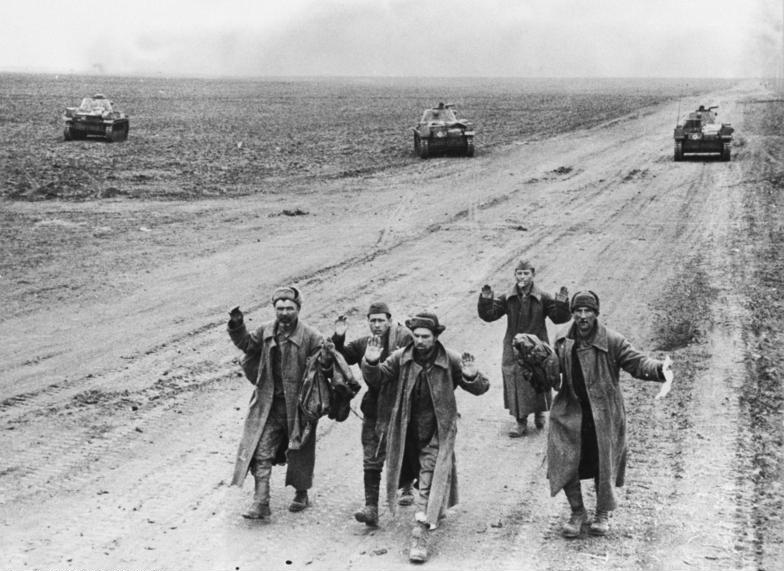
Радянські солдати здаються в полон, Крим, травень 1942 року.

Шталаг 338 — скорочена українізована назва (від німецького скорочення — Stammlager (основний табір), Stammannschaftslager, Stammlager für Kriegsgefangene Mannschaften und Unteroffiziere) 338-го концентраційного табору (концтабір) групи армій «Південь» сухопутних військ вермахту для військовополонених, в основному з рядового і молодшого командного складу ВР СРСР, і цивільних осіб, під час бойових дій на Східноєвропейському театрі бойових дій Другої Світової війни на окупованій території СРСР.
338 концтабір був регіональним (Кривий Ріг) адміністративним, транзитним (пересильним) і розподільним місцем та організацією для обліку і використання дармової робочої сили, виявлення противників німецької окупаційної влади
У джерелах зустрічаються назви:
- Kriegsgefangenenlager/Kommando Stalag 338, St.338. (скорочена назва) —  в німецьких документах;
- Шталаг № 338;
- Концтабір 338;
- Криворізький концтабір.

## Історія
За німецькими джерелами під час Другої світової війни від 3 до 5 мільйонів військовослужбовців Червоної Армії перебувало у німецькому полоні Понад половина (три мільйони осіб) з них померло. Вони вмирали від голоду, замерзали, вмирали в лікарнях або були розстріляні.
У період окупації території УРСР військами Третього Райху на службовій території Військового містечка № 1 147-ї стрілецької дивізії був спочатку розміщений німецький збірний пункт (збірно-пересильний пункт (ЗПП) (Auffanglager, пізніше Armee-Gefangenen-Sammelstellen (AGSSt))), пізніше Дулаг (пересильний (транзитний) табір (Dulag, Durchgangslager für Kriegsgefangene)), а потім концтабір для радянських військовополонених і цивільних осіб — Шталаг № 338 (Stalag 338) — з серпня (листопад) 1941 (січень 1942) по квітень 1942 (лютий 1943). У таборі утримувалося близько 20 000 військових і цивільних осіб, для них раціон був розрахований так, щоб найсильніша людина померла протягом 1 — 1,5 місяця. Щодня від таких умов утримання вмирало від 120 до 150 в'язнів, трупи яких вивозили на рудник імені Валявка, і скидали в 40-а метровий шахтний ствол, який знаходився неподалік від військового містечка, деяких ховали на території табору в рові., Періодично нацисти знищували непокірних радянських громадян, методом розстрілу біля берега річки Інгулець, але багато військовополонених не могли дійти до місця розстрілу, близько 2-х кілометрів, так як були знесилені від голоду і поранень. Один з масових розстрілів стався на півдорозі. Зараз на цьому місці встановлено «Пам'ятник жертвам фашизму — нескореним в'язням концтабору № 338». Також на території військового містечка № 1 є два пам'ятники на братських могилах загиблим і похованим радянським війнам — один біля колишнього плавального басейну 17-ї гвардійської танкової дивізії і інший (Братська могила № 16, поховано 9-ть чоловік) біля колишньої крамниці і кав'ярні військторгу. Перевірених відомостей про точну кількість знищених радянських громадян немає.
В'язнів табору після фільтрації відправляли по таборах: 318 (Stalag 318 F — VIII F (Ламсдорф (Lamsdorf)), 344, VIIIA (Герлитц), VIIB, VIIIB, IIID тощо. Є дані що в цьому 338 таборі відбувалося знищення гебрейських жінок. У вбивствах громадян на Криворіжжі була залучена команда застосування (Айнзацгрупа (Ейнзацгрупа)) «С», зоною дії якої була визначена прифронтова смуга (тил) групи армій «Південь», при окупації Радянської Росії. За час її існування, задокументований розстріляв 5 людей 577, в 9 містах СРСР (Львів, Злочев, Житомир, Проскурів, Вінниця, Дніпропетровськ, Кривий Ріг, Сталіно, Ростов-на-Дону).
Табір проіснував до захоплення Кривого Рогу Червоною Армією, є дані, згідно з якими 7 лютого 1944 деяких в'язнів концтабору перевели з 338 в шталаг 367.

## Загальна організація
Головним чином індивідуальна назва концентраційного табору Третього Райху складалося з римської цифри привласнену військовому округу ЗС Німеччини і великої літери відповідно до пори його розташування на території ВО, у міру окупації Європейської частини Союзу назви таборів змінилися.
Всі концтабори спочатку перебували в підпорядкуванні верховного командування ЗС Райху, а з листопада 1944 передані у підпорядкування СС. У них знаходились захоплені і що здалися в полон військовослужбовці підкорених країн Європи і їх союзників, солдати в званнях рядових, єфрейторів і сержантів (унтер-офицерів). Спочатку концтабори були розраховані на розміщення 10 000 чоловік особового складу, пізніше, з масовою здачею в полон, середня чисельність розміщених військовополонених і цивільних осіб зросла до 30 000 осіб. У 1941 році в німецькому райху знаходилося 80 таборів. З часом, через захоплення територій інших країн, їх кількість збільшувалася.
Після оформлення та реєстрації особистих даних полонених і затриманих, поверхневого медичного огляду вони розподілялися по табірним структурам. А через кілька днів після цього, за розподілом біржі праці військовополонені і затримані визначалися в трудові команди концтабори, деяких (командири, льотчики, комісари тощо) відправляли в інші табори. Велика частина в'язнів військовополонених (близько 90%) у концтаборі притягувалася до робіт з відновлення промислових підприємств поневолених територій. У концтаборі знаходилися тільки ті військовополонені і затримані, які через поранення, хвороби і виснаження були не в змозі працювати на благо рейху.

## 338 основний табір
Так як у Кривому Розі в той період перебувала штаб-квартира великого угруповання німецько-фашистських військ в 338 концтаборі містилися захоплені і пілоти Червоної Армії, по спогаду Г. У. Дольникова: … Табір цей німці створили зовсім недавно спеціально для радянських льотчиків. Режим тут був строгий. Приміщення, де ми розташовувалися, мабуть, до війни служили складом: широкі масивні двері, цементна підлога, маленькі під самим дахом вікна. Невелика територія табору огороджена була колючим дротом в три ряди. Розповідали, що до нас тут було кілька спроб втечі вночі під дріт, але виявилося, що через неї пропущений електричний струм, і всі спроби втекти закінчилися загибеллю полонених. Розпорядок дня був одноманітним. Три рази на день під посиленою охороною есесівців виводили невеликими групами в туалет. Вранці і ввечері давали по черпаку чаю, вдень ще й суп. При такій їжі поступово втрачалися фізичні сили. Просили виводити на роботу, як інших військовополонених, розраховуючи, що тоді буде простіше організувати втечу. Але відповідь отримували одну: — Льотчик є інтелігент і працювати не повинен. На роботі російський льотчик буде драп-драп і його треба багато охороняти! Дійсно, всього кілька днів тому з нашого табору поїздом відправили до Німеччини групу пілотів, які, за чутками, розбіглися в дорозі. Тому решту нібито вирішили відправляти до Німеччини пішки під конвоєм, що і підтвердилося надалі. … У другій половині жовтня в бараці набралося вже понад 50 осіб.

### Робочі команди табору
Робочі команди (Arbeits-Kommando), за місцями роботи, назви ..:
- «Олександрія»
- «Ново-Юльївка»
- «Широке зерно»
- «Олександрівський»
- «Шарівка» (можливо — Жарівка, Чарівка)
- «Суха Балка»
- «Ново-Подольськ»
- Карл Маркс
- «Гігант»
- «Більшовик»
- «Індустрія»
- «Комінтерн»
- «Лозуватка»
- «Софіївка»
- «Ново-Вітовськ» (Ново-Вітебськ)
- «Ново-Житомир»
- «Привітна»
- «Лазарет 598 Кривий Ріг»
- «Табірний ревір» (санчастина)
- Літній табір
- «Забійник»
- «Братолюбівка»
- «Скотар»
- «Гейківка»
- «Криворізький АВТ-1»
- «Веріщали» (Веріщіхі, Веріщальни)
- «Калатчевський»
- «Гліеватка»
- «Марганець»
- «Брянськ»
- «Саксагань»
- «Маріамполь»
- «Бессемерверг»
- «Нікополь»
- «Резервний лазарет Кривий Ріг»
- «Ілліч»
- Тощо

## Ресурси Інтернету
- Сайт иносми, Вторая мировая война: советские военнопленные получат компенсацию («Sueddeutsche Zeitung», Германия).
- Сайт милитера, Г. У. Дольников, Плен, Летит стальная эскадрилья. — М.: Воениздат, 1983. — 221 с., 10 л. ил. — (Военные мемуары). Тираж 100 000.
- Сайт Избранные письма бывших советских военнопленных в адрес общества «Контакты», Платонов, Евгений Михайлович, Россия, Владимирская область, июнь — август 2010 года.
- № 257 Протокол допроса М. Назина, рядового 217 го стрелкового полка 80 й гвардейской стрелковой дивизии, в отделе контрразведки «Смерш» спецлагеря № 048.
- Сайт газеты Пульс, Святослав Азаркин, Что делал в Кривом Роге Генрих Гиммлер?
- Губенко М. С., ОБД Мемориал.
- Сайт пегасусархиве, German Stalag Camps.
- сайт ткума, История Шталага-338.
- Иван Гордеевич Николаев.
- Список всех шталагов, офлагов и дулагов на территории Рейха и оккупированных Германией стран.
- Kriegsgefangenenlager: Liste POW Camps: List Camps de prisonniers de guerre: liste.